# クラリネットソナタ (プーランク)
《クラリネットとピアノのためのソナタ》FP 184（フランス語: Sonate pour clarinette et piano）は、フランシス・プーランクが1959年から死の前年の1962年にかけて作曲した室内楽曲である。プーランクの3つある木管楽器のためのソナタの一つであり、本作のほかに1956年のフルート・ソナタと1962年のオーボエ・ソナタがある。
1955年に死去した友人アルテュール・オネゲルの墓前に捧げられた。プーランクの死から3ヵ月後の1963年4月10日にニューヨークのカーネギーホールにおいて、レナード・バーンスタイン（指揮者・作曲家として知られる）の伴奏とベニー・グッドマン（ジャズ・クラリネット奏者）の独奏によって初演された。20世紀に書かれたクラリネットのための名作の一つとされ、多くの演奏家が取り上げ、またコンクールの課題曲としても採用されている。
出版を前にして図らずも作曲者自身が物故したため、いくつかの音符の同定や、デュナーミクやアーティキュレーションの欠落については校訂者が勘案することとなった。このため、細かい異同を持つ新版が複数回出版されている。プーランクが完成した最後の作品でもあるこのソナタは、どこまでもプーランクのものであると同時に、オネゲルという、人間的でありすぎたゆえに悲観主義的な魂を抱いていた作曲家の面影をも映している。

## 構成
全曲を通奏すると約13分を要する。以下の3楽章から成るが、第1楽章自体が急―緩―急の構成で3つの部分に分かれているなど、伝統的なソナタの急緩急パターンとは異なる構成を採っている。
1. Allegro tristamente (Allegretto - Très calme - Tempo allegretto)
三部形式。「悲しげなアレグロ」という珍しい呼称が与えられている。フルートソナタの冒頭動機を上下反転させた動機（以降の楽章においても循環動機として機能する）によってショッキングに開始する。中間部では分散和音による動機（オーボエソナタの第2楽章と関連がある）が静々と展開されていく。
2. Romanza (Très calme)
3/4拍子、ト短調。三部形式。「ラメント」という題で最初に書かれていた楽章で、プーランクが作曲中に「非常に感動的」[2]と認めた。1959年の合唱曲『グローリア』の第5曲"Domine Deus, Agnus Dei"から取られた主題を、クラリネットが「きわめて柔らかく、憂鬱に」（très doux et mélancolique）と指示されて切々と奏でる。
3. Allegro con fuoco (Très animé)
4/4拍子、ハ長調。ロンド形式と考えられる。前楽章までとは打って変わって、荒々しいまでに快活な楽想と憂愁とが同居するフィナーレ。